# Мегалаја
Мегалаја (девангари: मेघालय) је мала држава у североисточној Индији. Мегалаја дословно значи „Боравиште облака“ на хиндију и санскриту. Мегалаја је брдовит појас у источном делу земље дуг око 300 км, правца пружања запад-исток, и широк око 100 км, укупне површине од 22.429 км². Становништво је 2000. године бројало 2 175 000 људи. Држава се на северу граничи са Асамом, а на југу с Бангладешом.
Главни град Магалаје је Шилонг са око 260 хиљада становника.

## Географија
Клима Мегалаје је умерена, али влажна, средња годишња количина падавина је 1200 cm у неким деловима, што чини да је ова држава са највећом количином падавина у Индији. Град Черапунџи, који се налази јужно од главног града, познат је по светском рекорду месечне количине падавина, док село Мавсинрам, близу града Черапунџи држи светски рекорд по годишњој количини падавина. Годишња количина падавина у граду Черапунџи је око 12 000 mm.
Планине Гаро на западу, Каси и Јаинтиа на истоку су средњих надморских висина, са највишим врхом Шилонг на висини од 1965 метара изнад нивоа мора.
Око трећина државе је под шумом. Екорегион суптропских шума Мегалаје се налази у држави, брдске шуме се разликују од низијских тропских шума на северу и југу. Шуме Мегалаје су познате по биодиверзитету сисара, птица и биљака.

## Становништво
Аутохтоно становништво чини 85% становништва Мегалаје. Група Каси је најбројнија, затим група Гаро. У колонијално време Британци су ово становништво називали „брдска племена“. Међу осталим групама су Јаинтиа и Хаџонг. Негде око 50% становништва, рачунајући 54 000 Бенгалаца и 49 000 Шаика се не сврстава у племенско становништво.

### Религија
Мегалаја је једна од три индијске државе (друге две су Нагаланд и Мизорам) са већинским хришћанским становништвом (70,3%). Значајан део становништва су следбеници различитих анимистичких филозофија (11,5%). Хиндуиста има 13,3%, док су 4,3% муслимани.

## Туризам
Дуго времена затворена за странце, Мегалаја покушава да промовише туризам заснован првенствено на својим природним лепотама. То отварање иде споро због сепаратистичких група као што су УЛФА и НДФБ које користе побрђе Гаро као базу за своје операције, а у прилог им иде шумовити терен којем је тешко приступити и близина границе са Бангладешом.